# Strobilanthes rantii
Strobilanthes rantii är en akantusväxtart som beskrevs av Cornelis Eliza Bertus Bremekamp. Strobilanthes rantii ingår i släktet Strobilanthes och familjen akantusväxter. Inga underarter finns listade i Catalogue of Life.